# Leandro Delgado
Leandro Javier Delgado Plenkovich (Valdivia, 15 luglio 1982) è un ex calciatore cileno, di ruolo difensore.